# 타지 마할 (음악가)
타지 마할(영어: Taj Mahal, 1942년 5월 17일 ~ )는 본명인 헨리 세인트 클레어 프레데릭스 주니어(영어: Henry Saint Clair Fredericks Jr.)으로서 그는 미국의 블루스 음악가, 독학으로 작곡한 작곡가이자 기타, 피아노, 밴조 그리고 하모니카를 연주하는 영화 작곡가이다. 그는 종종 그의 작품에 세계적인 음악의 요소들을 포함하여 남아프리카 공화국과 북아프리카의 비대직적인 소리들과 그것을 융합함으로써 근 50년의 경력 동안 블루스 음악의 정의와 범위를 재편성하는데 많은 일을 해왔다.

## 어린 시절
마할은 1942년 5월 17일 뉴욕 맨해튼 할렘에서 헨리 세인트 클레어 프레드릭스 주니어로 태어났다. 그의 어머니는 지역 복음성가 합창단의 단원이었고, 그의 아버지인 헨리 세인트 클레어 프레데릭스 시니어는 아프리카계 카리브해 재즈 편곡가이자 피아노 연주자였다. 그의 가족은 월드 뮤직 방송을 수신하는 단파 라디오를 소유하여 어린 나이에 그를 세계 음악에 노출시켰다. 어린 시절 그는 그의 시대의 대중음악과 그의 집에서 연주된 음악 사이의 극명한 차이를 인식했다. 그는 또한 찰스 밍거스, 셀로니어스 몽크, 밀트 잭슨과 같은 음악가들의 작품을 즐기면서 재즈에 관심을 갖게 되었다. 그의 부모는 할렘 르네상스 시대 동안 성년이 되었고, 그들의 이야기를 통해 그의 카리브해와 아프리카 혈통에 대한 자부심을 아들에게 심어주었다.

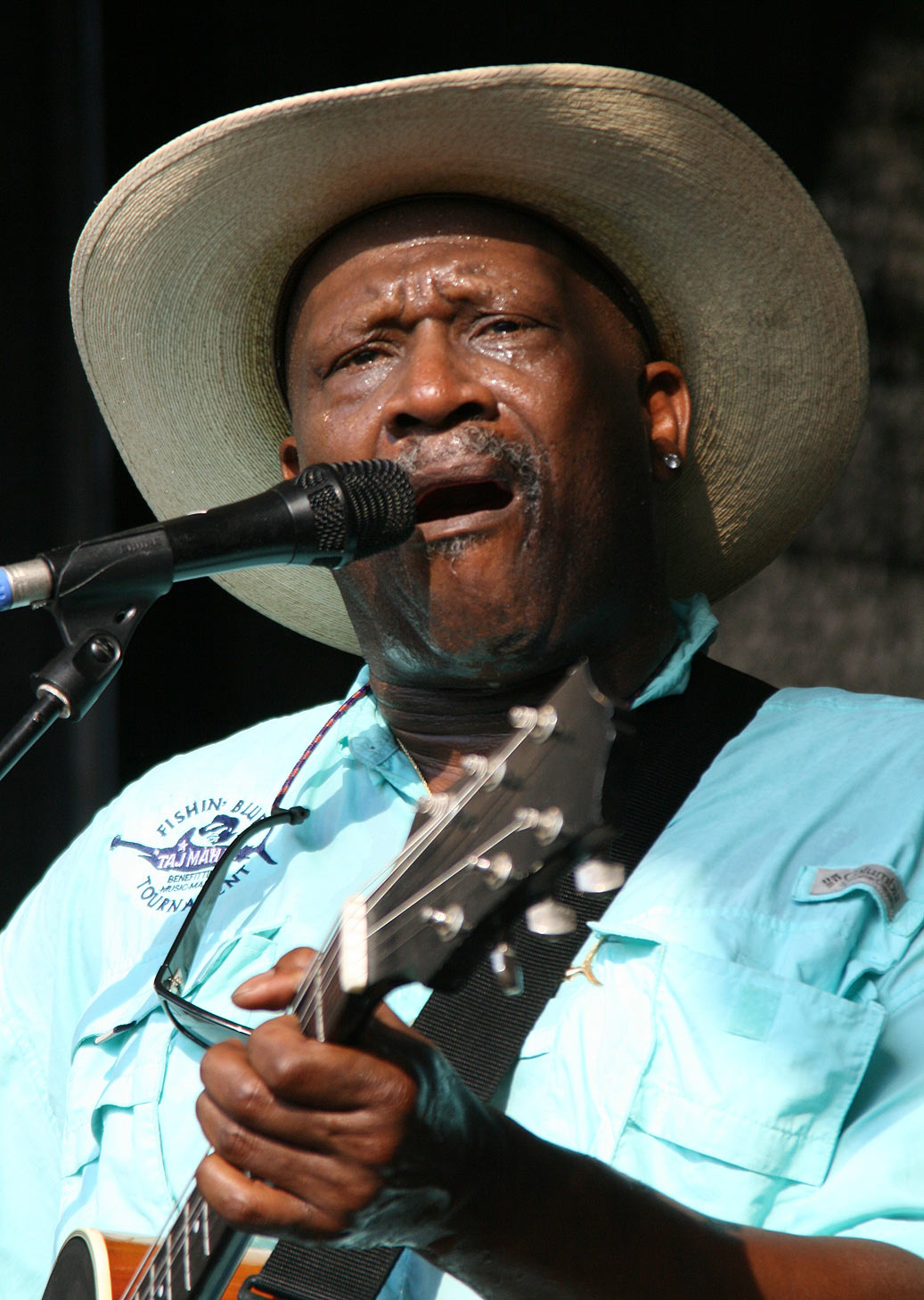
타지 마할 (2007년)

그의 아버지가 음악가였기 때문에, 그의 집은 카리브해, 아프리카, 그리고 미국에서 온 다른 음악가들을 자주 초대했다. 그의 아버지는 가족을 시작하기 전에 엘라 피츠제럴드에 의해 "천재"라고 불렸다. 초기에, 헨리 주니어는 아프리카 음악에 관심을 갖게 되었고, 그는 젊었을 때 그것을 열심히 공부했다. 그의 부모님은 그가 음악을 공부하도록 격려했고, 클래식 피아노 레슨을 시작했다. 그는 클라리넷, 트롬본, 하모니카도 공부했다.
헨리 주니어가 11살이었을 때, 그의 아버지는 그의 건설 회사에서 일어난 사고로 트랙터가 뒤집히면서 압사했다. 그것은 그 소년에게 극도로 충격적인 경험이었다. 마할의 어머니는 나중에 재혼했다. 그의 의붓아버지는 헨리 주니어가 13살이나 14살 때 사용하기 시작한 기타를 가지고 있었고, 어쿠스틱 블루스 기타를 연주했던 노스캐롤라이나주 출신의 새로운 이웃으로부터 첫 번째 레슨을 받았다. 그의 이름은 린우드 페리였고 유명한 블루스맨 아서 크루덥의 조카였다. 고등학교에서 헨리 주니어는 두왑 그룹에서 노래를 불렀다.
헨리는 인도의 마하트마 간디에 대한 꿈과 사회적 관용에서 그의 예명인 타지 마할을 선택했다. 그는 1959년 혹은 1961년 매사추세츠 대학교 애머스트에 입학하기 시작하면서 예명을 사용하기 시작했다. 직업농업학교를 다녔고, 전미 FFA기구의 회원이 되었고, 축산업과 수의학과 농경학을 전공했음에도 불구하고, 마할은 농사 대신 음악을 추구하기로 결심했다. 대학에서 그는 타지 마할 & 더 엘렉트라스라고 불리는 리듬 앤 블루스 밴드를 이끌었다. 미국 서부 해안으로 향하기 전, 그는 제시 리 킨케이드와 듀오에 참여하기도 했다.

## 음반 목록

### 스튜디오 음반
- 1968 – Taj Mahal
- 1968 – The Natch'l Blues
- 1969 – Giant Step/De Ole Folks at Home
- 1971 – Happy Just to Be Like I Am
- 1972 – Recycling The Blues & Other Related Stuff
- 1972 – Sounder (original soundtrack)
- 1973 – Oooh So Good 'n Blues
- 1974 – Mo' Roots
- 1975 – Music Keeps Me Together
- 1976 – Satisfied 'n' Tickled Too
- 1976 – Music Fuh Ya' (Musica Para Tu)
- 1977 – Brothers
- 1977 – Evolution (The Most Recent)
- 1987 – Taj
- 1988 – Shake Sugaree - Taj Mahal Sings and Plays for Children
- 1991 – Mule Bone
- 1991 – Like Never Before
- 1993 – Dancing the Blues
- 1995 – Mumtaz Mahal (with 비슈와 모한 바트 and 나라심한 라비키란)
- 1996 – Phantom Blues
- 1997 – Señor Blues
- 1997 – Taj Mahal and the Hula Blues AKA Sacred Island (1998; with The Hula Blues Band)
- 1999 – Kulanjan (with 투마니 디아바테)
- 2001 – Hanapepe Dream (with The Hula Blues Band)
- 2005 – Mkutano Meets the Culture Musical Club of Zanzibar
- 2008 – Maestro
- 2012 – Hidden Treasures of Taj Mahal CD1 unreleased 1969-1973
- 2014 – Talkin' Christmas (with 블라인드 보이즈 오브 알라바마)
- 2016 – Labor of Love (recorded in 1998)
- 2017 – TajMo (with 켑모)